# Le Mesnil-Réaume
Le Mesnil-Réaume är en kommun i departementet Seine-Maritime i regionen Normandie i norra Frankrike. Kommunen ligger i kantonen Eu som tillhör arrondissementet Dieppe. År 2022 hade Le Mesnil-Réaume 802 invånare.

## Befolkningsutveckling
Antalet invånare i kommunen Le Mesnil-Réaume
| Referens: INSEE |